# Beit
Beit je druhé studiové album skupiny Masada Johna Zorna. Jeho nahrávání probíhalo v RPM Studios v New Yorku 20. února 1994 a vyšlo v roce 1995 pod značkou DIW Records.

## Seznam skladeb
Autorem všech skladeb je John Zorn.
| Pořadí         | Název          | Délka |
| -------------- | -------------- | ----- |
| 1.             | Piram          | 7:08  |
| 2.             | Hadasha        | 10:05 |
| 3.             | Lachish        | 2:25  |
| 4.             | Rachab         | 4:47  |
| 5.             | Peliyot        | 4:32  |
| 6.             | Achshaph       | 2:44  |
| 7.             | Sansanah       | 7:09  |
| 8.             | Ravayah        | 3:19  |
| 9.             | Sahar          | 6:12  |
| 10.            | Tirzah         | 8:47  |
| 11.            | Shilhim        | 2:18  |
| Celková délka: | Celková délka: | 61:02 |

## Obsazení
- John Zorn – altsaxofon
- Dave Douglas – trubka
- Greg Cohen – kontrabas
- Joey Baron – bicí